# Tadeusz Fabiański
Tadeusz Fabiański (ur. 21 września 1894 we Lwowie, zm. 31 października 1972 w Krakowie) – polski dziennikarz.

## Życiorys

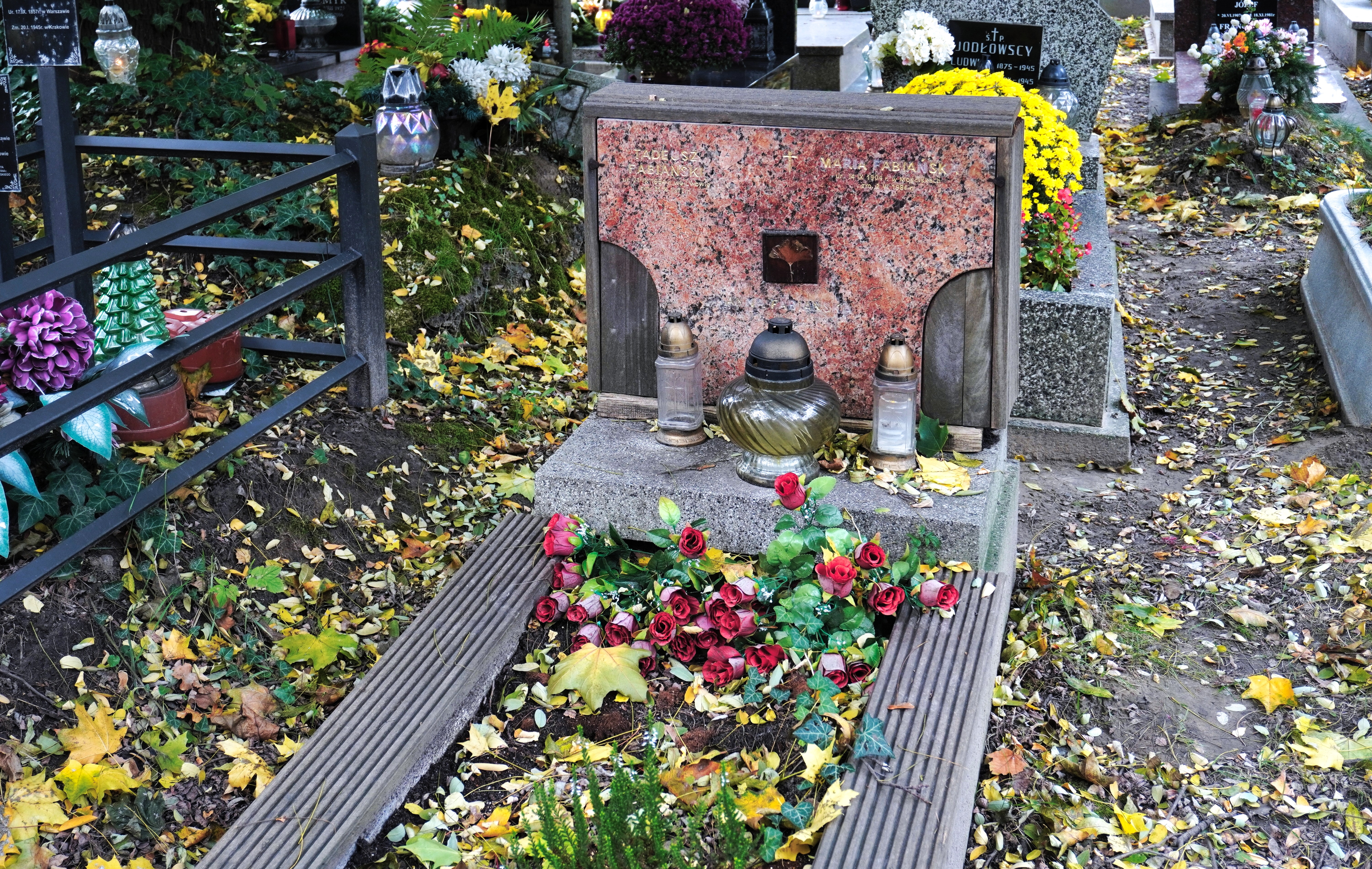
Grób Tadeusza Fabiańskiego na Cmentarzu Rakowickim w Krakowie

Urodził się 21 września 1894 we Lwowie. Pochodził z Bolechowa. Był synem Józefy i Jana Fabiańskich. Miał siostrę Wandę oraz braci Jana i Stanisława.
Podczas I wojny światowej wstąpił do Legionu Wschodniego, później do Legionów Polskich, służył w 3 Pułku Piechoty w składzie II Brygady.
Z wykształcenia był polonistą. W okresie II Rzeczypospolitej był dziennikarzem. Współredagował lwowski dziennik „Słowo Polskie”. Pełnił stanowisko kierownika referatu prasowego w Polskim Radiu Lwów. 
Po wybuchu II wojny światowej 1939 ewakuował się z zespołem audycji Wesoła Lwowska Fala i trafił do Szkocji w Wielkiej Brytanii. Był współpracownikiem Czołówki Teatralnej Nr 1 przy Wojsku Polskim. Po wojnie wrócił do Polski w 1948. Pracował jako sekretarz redakcji Polskiego Radia Wrocław przez pięć lat. Na emeryturze spisał swoje wspomnienia, wydane pośmiertnie przez jego krewnych.
Zmarł 31 października 1972 w Krakowie w wieku 78 lat. Został pochowany na cmentarzu Rakowickim w Krakowie 6 listopada 1972.
Był żonaty z Marią (1904–1986), z którą miał córkę Annę (1923–2003).

## Publikacje
- W domu przy Batorego 6 (1962)[15]
- Na skraju Dzikich Pól (1992) ISBN 8385685014[11][16]
- Marszanielka. Róża babci Pauliny. Ze wspomnień bolechowskich, borysławskich, lwowskich i z Rosji (1992)[11][17]